# Vlag van Belize

Vlag van Belize (ratio 2:3)

De vlag van Belize werd aangenomen op 21 september 1981 (gestandaardiseerd op 28 augustus 2019), de dag dat Belize onafhankelijk werd. Ze toont het wapen van Belize op een blauwe achtergrond, met aan de boven- en onderkant van de vlag een smalle rode horizontale baan.

## Symboliek
De vlag is het symbool van de eenheid van Belize. In het wapen staat ook het nationale motto: Sub umbra floreo ("In de schaduw floreer ik").

## Ontwerp
De vlag van Belize bevat twaalf kleuren, wat uniek is voor een nationale vlag: andere nationale vlaggen hebben hooguit negen kleuren.
De hoogte-breedteverhouding van de vlag is 2:3.

## Geschiedenis
Het schild centraal op deze vlag is een in 1981 aangepaste versie van het wapen dat Brits-Honduras, tot 1973 de naam van het land als kolonie van het Verenigd Koninkrijk, in 1907 aannam. De vlag is een aangepaste versie van de vlag die Brits-Honduras in 1950 aannam als onderdeel van een stap naar meer zelfbestuur.
Het belangrijkste verschil tussen de vlag van 1950 en die van 1981 bestaat uit de twee rode strepen aan de boven- en onderkant. Die zijn toegevoegd omdat blauw met de People's United Party (PUP) werd geassocieerd en er binnen de bevolking van Belize de wenst bestond om de vlag een qua partijpolitiek neutrale uitstraling te geven. Daarnaast zijn van het wapen van het land, dat het centrale element van de vlag is, enkele details gewijzigd.

### Afbeeldingen van historische vlaggen

? Ratio 1:2 Vlag van Brits-Honduras (1870-1919), een Brits blauw vaandel met het wapen op een wit rond vlak
? Ratio 1:2 Vlag van Brits-Honduras 1919-1981 zonder wit vlak, vanaf 1950 staats- en oorlogsvlag
? Ratio 2:3 Officieuze civiele vlag van Belize 1950-1981 (Deze vlag vormde de basis voor de huidige nationale vlag)
? Ratio 1:2 Vlag gevlogen van 1981 tot 28 augustus 2019 vóór standaardisatie
? Ratio 1:2 Standaard van de gouverneur van Brits-Honduras tot 1981